# Dimitri Uznadze
Dimitri Uznadze (gruz. დიმიტრი უზნაძე, ur. 2 grudnia 1886 w Zeda Sakara, zm. 9 października 1950 w Tbilisi) – gruziński pedagog, twórca nowoczesnej pedagogiki gruzińskiej, autor pierwszego gruzińskiego podręcznika do historii świata dla szkół średnich w Gruzji.

## Życiorys
Urodził się w 1886 w rodzinie chłopskiej, w niewielkiej wsi Zeda Sakara w prowincji Imeretia w zachodniej Gruzji. Został wydalony z liceum w Kutaisi za udział w rewolucji w roku 1905. W tym samym roku wyjechał do Szwajcarii, a następnie do Niemiec, gdzie wstąpił na wydział filozofii Uniwersytetu w Lipsku, który ukończył w 1909. W 1910 uzyskał tytuł doktora na Uniwersytecie Marcina Lutra w Wittenberdze za pracę zatytułowaną Władimir Sołowjow: jego listy i metafizyka (1909). Powrócił do domu w 1909. Od tego czasu aż do 1916 wykładał historię w gruzińskim gimnazjum w Kutaisi i był dyrektorem szkoły dla dziewcząt w Sinatle (1915–1917).
Po rewolucji październikowej był współzałożycielem Państwowego Uniwersytetu w Tbilisi. W latach 1918–1950 był profesorem i kierownikiem Zakładu Psychologii tej uczelni.
W 1935 otrzymał dyplom z psychologii. W 1941 był współzałożycielem Gruzińskiej Akademii Nauk. Od 1941 do 1950 był pierwszym dyrektorem Instytutu Psychologii tej Akademii (obecnie instytut nosi jego imię). W 1946 otrzymał tytuł Zasłużonego pracownika naukowego w Gruzji. Został pochowany w ogrodzie Państwowego Uniwersytetu w Tbilisi.

## Zainteresowania
Głównymi dziedzinami jego działalności naukowej były filozofia i psychologia. Był także autorem książki Theory of Attitude and Set oraz założycielem gruzińskiej szkoły psychologii pedagogicznej.

## Dzieła
Główne jego prace naukowe to:
- Władimir Sołowjow: Seine Erkenntnistheorie und Metaphysik (monografia w języku niemieckim, Halle, 1910),
- Henri Bergson (monografia w języku rosyjskim, Tbilisi, 1923),
- Untersuchungen zur Psychologie der Einstellung (w: Acta Psychologica, tom IV, nr 3, 1939, w języku niemieckim),
- The Psychology of Set (monografia w języku angielskim, Nowy Jork, 1966),
- Badania psychologiczne (w języku rosyjskim i angielskim, Moskwa, 1966)[2].